# Övre Gäddtjärnen, Jämtland
Övre Gäddtjärnen är en sjö i Strömsunds kommun i Jämtland och ingår i Ångermanälvens huvudavrinningsområde. Sjön har en area på 0,196 kvadratkilometer och ligger 332 meter över havet.

## Delavrinningsområde
Övre Gäddtjärnen ingår i det delavrinningsområde (714833-142583) som SMHI kallar för Utloppet av Hetögeln. Medelhöjden är 378 meter över havet och ytan är 104,09 kvadratkilometer. Räknas de 333 avrinningsområdena uppströms in blir den ackumulerade arean 3 581,35 kvadratkilometer. Faxälven som avvattnar avrinningsområdet har biflödesordning 2, vilket innebär att vattnet flödar genom totalt 2 vattendrag innan det når havet efter 288 kilometer. Avrinningsområdet består mestadels av skog (70 procent). Avrinningsområdet har 23,83 kvadratkilometer vattenytor vilket ger det en sjöprocent på 22,9 procent. Bebyggelsen i området täcker en yta av 1,05 kvadratkilometer eller 1 procent av avrinningsområdet.